# 柳德米拉·拉祖莫夫斯卡娅
柳德米拉·尼古拉耶芙娜·拉祖莫夫斯卡娅（Разумовская, Людмила Николаевна）是俄罗斯著名剧作家。

## 生平
柳德米拉童年跟随身为军官的继父辗转于苏联多个城市。1959年起定居列宁格勒。她多次报考列宁格勒国立戏剧学院表演系未果，于1969年考入该校戏剧学系，1974年毕业。1975年女儿出生后开始创作剧本，首部作品于1980年在列宁格勒上演。1978-1979年在俄罗斯戏剧艺术学院进修高级戏剧课程。
学习期间受苏联文化部委托创作“问题青少年”题材剧本，由此诞生了《亲爱的叶莲娜·谢尔盖耶夫娜》。虽然该剧本被文化部否决，但1981年于塔林（爱沙尼亚语版）首演。1982年在列宁格勒青年剧院上演后引起轰动，全国20多家剧院排演该剧。然而1983年据称因文化部指令遭禁演，直至1987年改革时期解禁。该剧在海外广受欢迎，仅德国就有逾百家剧院上演。1988年埃利达尔·梁赞诺夫执导的同名电影上映。
1983年圣彼得堡大剧院上演根纳季·叶戈罗夫执导的《无土花园》，因剧本对社会现状的直白揭露，俄联邦文化部要求将剧名改为《姐妹》并删减169处后才允许演出。1988年塔甘罗格"周日学校"实验剧院上演其剧作《同一屋檐下》。1989年布良采夫青年观众剧院上演其剧作《傻瓜彼得的爱情》。
后来她任教于普里拉多加区儿童音乐学校，教授文学创作基础。2010年出版长篇小说《俄罗斯余数》，故事背景从二月革命延续至今。2021年10月在雅罗斯拉夫尔国立戏剧学院实验剧场首演融合其作品与欧里庇得斯文本的《美狄亚》，2022年1月该院教学剧场演出《无土花园》，获得当地观众好评。

## 作品
《亲爱的叶莲娜·谢尔盖耶夫娜》（又译《青春禁忌游戏》）是拉组莫夫斯卡的代表作。该剧讲述瓦洛佳、维佳、巴沙、拉拉四个同学来到独居的数学老师叶莲娜·谢尔盖耶夫娜家里，声称要给她过生日。他们送了她五个水晶杯，随即暴露了真实来意。原来维佳等人在考试中几乎交白卷，他们想让叶莲娜交出试卷箱的钥匙，篡改答卷。瓦洛佳施展外交手段，许诺让父亲说人情，请著名医学教授给叶莲娜重病的母亲治疗。拉拉向叶莲娜说起那些坐豪车、看内部电影的女人，嘲笑了叶莲娜的窘迫生活。维佳等人向叶莲娜埋怨了自己的父母。可是叶莲娜仍不为所动，坚持做人的原则。瓦洛佳随即威胁使用暴力，还指使维佳搜了叶莲娜的身，可叶莲娜仍对维佳满是同情。形势逐渐向越来越荒唐的方向发展，瓦洛佳先是以彼得大帝、拿破仑自居，后来干脆向叶莲娜求婚。瓦洛佳又对叶莲娜声称今天发生的事只是个游戏，为的是向一直想自杀的巴沙证明世上还有真正的理想主义。他们酝酿了一个阴谋，瓦洛佳要在叶莲娜家表演强暴拉拉，并将叶莲娜污蔑为同谋。不堪忍受的叶莲娜最终抛出了钥匙。维佳终于良心发现，决定将钥匙还给老师。三个男生垂头丧气的走了，而拉拉最后在后室发现，叶莲娜在黎明前结束了自己的生命。
拉祖莫夫斯卡娅的其他作品还有《我的小美人鱼姐姐》（《现代戏剧》1986/1）、戏剧集《无土花园》（1989）、《老屋之梦》（1989）、《青年剧作家作品集》（1989，莫斯科作家出版社）、《两卷本剧作集》（2004）、长篇小说《俄罗斯余数》（2010）等。

## 荣誉
- 俄罗斯著作权协会"北方棕榈"奖（1996）
- 彼得宫城奖（2004）
- 谢尔盖·尼卢斯奖（2010，表彰长篇小说《俄罗斯余数》的文学成就）